# Francesc Santacruz i Artigues

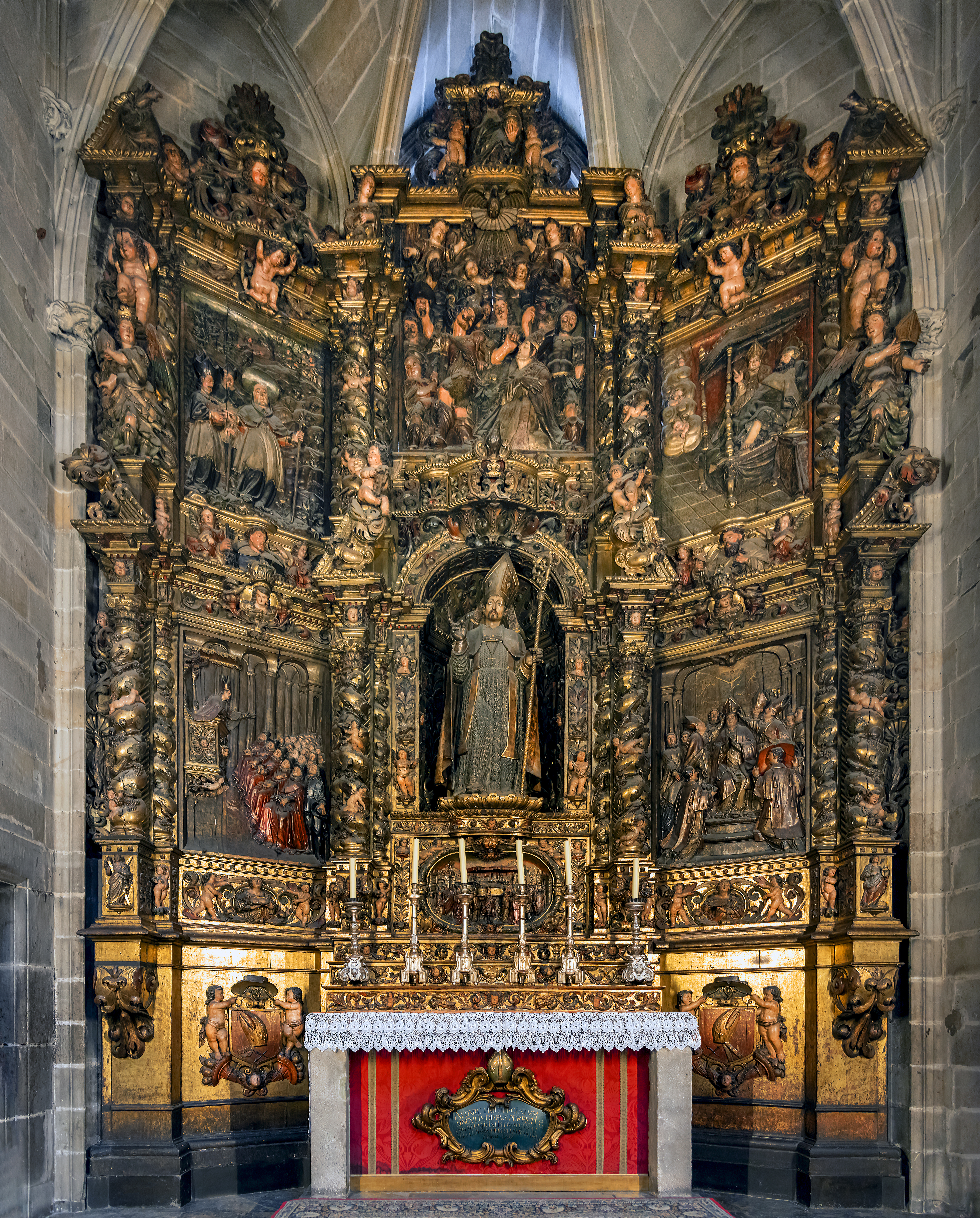
Retablo de San Severo en la Catedral de Barcelona.

Francesc Santacruz i Artigues. Documentado entre los años 1665 y 1721. Escultor del barroco catalán.
De familia de escultores, se formó además en el taller de Pere Serra en el que entró en el año 1665.
Se sabe que tomó parte activa, junto con Domènec Rovira, en los pleitos para conseguir un gremio independiente de escultores, en 1680 Carlos II permitió la creación de la Cofradía de los Santos Mártires escultores, lo que hizo que lograran la emancipación de los ensambladores y pudieran contratar libremente sus trabajos y encargos.

## Obras
- Retablo de San Severo. Catedral de Barcelona.
- El Nacimiento. Fachada principal de la Iglesia de Belén. 1690 Barcelona.
- El Niño Jesús. Fachada de la Rambla de la Iglesia de Belén. 1690 Barcelona
- La Asunción de la Virgen Talla policromada. Museo Diocesano de Lérida